# Франц II
Франц II (Франц Иосиф Карл, нем. Franz Joseph Karl; 12 февраля 1768, Флоренция — 2 марта 1835, Вена) — последний император Священной Римской империи (1792—1806), под именем Франц I — первый император Австрии (с 1804), король Богемии и Венгрии (с 1792) из Габсбург-Лотарингского дома.
Полный титул: Милостью Божией избранный Римский Император, превечный Август, наследственный император Австрии. Правил во время наполеоновских войн, после ряда поражений был вынужден упразднить Священную Римскую империю и выдать дочь Марию-Луизу за Наполеона I. Во внутренней политике его правление было реакцией против либеральных реформ непосредственных предшественников.

## До прихода к власти
Сын эрцгерцога Леопольда, будущего императора Леопольда II, и Марии-Луизы Испанской, дочери испанского короля Карла III.
Детство провёл во Флоренции; с 1784 года воспитывался в Вене при дворе своего дяди, Иосифа II, который сам руководил процессом обучения. Его дисциплинарный режим резко контрастировал со снисходительным флорентийским двором Леопольда. Однако император считал его малоспособным, очень упрямым юношей, эгоистичным, не слишком способным к наукам, полагающимся на холодный расчет. Эти характеристики дополняли наставники Франца: учёба не всегда давалась ему легко. Юный эрцгерцог был изолирован, мотивируя это тем, что это сделало бы его более самодостаточным, поскольку Иосиф чувствовал, что Франц «не смог руководить собой, думать по-своему». Тем не менее, Франц очень восхищался своим дядей, хотя и боялся его.
В 1788 году женился на Елизавете-Вильгельмине, принцессе Вюртембергской.
В войне с турками обнаружил личное мужество; в походе 1789 года он был даже главнокомандующим, но только номинально; в действительности им руководил фельдмаршал Лаудон.
После смерти Иосифа II (20 февраля 1790 года) Франц, до прибытия в Вену его отца Леопольда (12 марта), был регентом государства; во главе правительства по-прежнему стоял Кауниц. В 1791 году он присутствовал на Пильницском съезде государей, выработавшем план действий против французской революции; здесь он близко сошёлся с прусским кронпринцем, впоследствии королём Фридрихом Вильгельмом III. Все важнейшие события своей жизни Франц имел привычку подробно заносить в дневники.

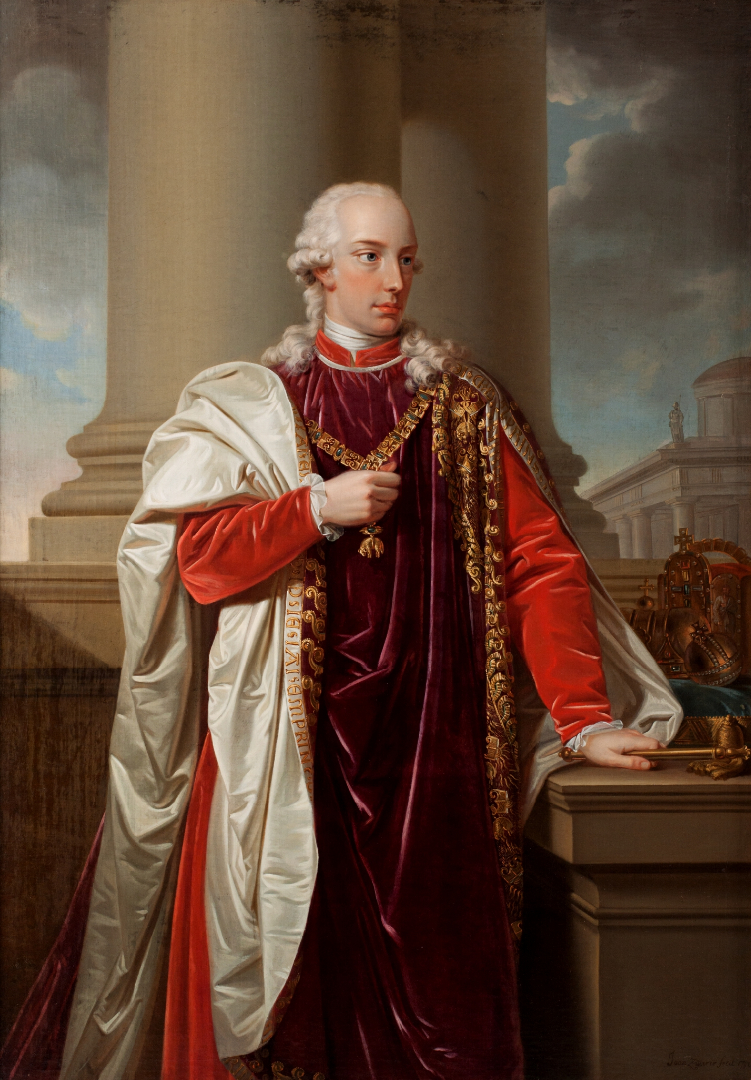
Франц II в регалиях Ордена Золотого руна. Портрет работы Йохана Цитерера, 1792 год

## Борьба с революционной Францией и раздел Польши
1 марта 1792 года смерть Леопольда II призвала его на престол Австрии; вслед за тем он был избран императором и 14 июля короновался во Франкфурте-на-Майне; короновался также венгерской короной в Офене и богемской в Праге. Во время этих коронаций Франц обнаружил большую любовь к простоте и стремление к экономии, которое впоследствии обратилось у него в скупость. По свидетельствам современников, император переложил большую часть государственных забот на своих министров. Вместо законодательной деятельности Франц вносил записи в свой дневник, не оставляя без внимания ни одну деталь уходящего дня.
Ещё Леопольд II, в феврале 1792 года, заключил союзный договор с Пруссией против Франции; в апреле Франц начал войну и вёл её не без настойчивости, в качестве монарха как Австрии, так и Священной Римской империи, даже после того, как Пруссия заключила с Францией сепаратный мир в Базеле (5 апреля 1795 года). В 1794 году Франц отправился в действующую армию, которая вслед за тем одержала две незначительные победы при Като и Ландреси, приписанные его присутствию. После нерешительной битвы при Турнэ, в июне 1794 года, Франц вернулся в Вену. Победы генерала Бонапарта в Италии принудили и Франца к невыгодному миру в Кампоформио (17 октября 1797 года), по которому Австрия потеряла Южные Нидерланды и Ломбардию, но получила Венецию, Истрию и Далмацию.
При третьем разделе Речи Посполитой (1795 год) Австрия получила Краков и часть Малой Польши между Пилицей, Вислой и Бугом, часть Подляшья и Мазовии, общей площадью 47 тысяч км², и населением 1,2 млн человек.
В 1799 году Франц присоединился ко второй коалиции (с Россией и Англией) против Франции, но поражения при Маренго и Гогенлиндене принудили его согласиться на крайне тяжёлый для Австрии Люневильский мир.

## Враг и тесть Наполеона. Падение Священной Римской империи
Когда Наполеон стал явно стремиться к провозглашению Франции империей, то ещё раньше, чем оно состоялось, Франц провозгласил себя императором Австрии (11 августа 1804 года). К тому времени Австрия была ядром Габсбургской монархии, а германские государства были фактически независимы от императора.
В 1805 году он с радостью присоединился к Третьей коалиции России, Швеции и Англии против Франции. Приближение французов к Вене принудило его бежать оттуда сперва в Пресбург, потом в Брюнн, затем в военный лагерь в Ольмюце, оставляя столицу французам. 23 сентября французы заняли Вену, а 29 сентября Франц вступил с ними в переговоры о мире, не прекращая, однако, военных действий. 2 декабря 1805 года произошла знаменитая Аустерлицкая битва трёх императоров, в которой принимал личное участие и император Франц, оказавшийся так же мало способным понимать стратегические соображения Наполеона, как и его генералы. 26 декабря 1805 года он заключил Пресбургский мир, по которому ему пришлось пожертвовать Тиролем и Венецией. 6 августа 1806 года он отрёкся от короны Священной Римской империи.
Урон Австрии в последней войне был так тяжёл, что в новом союзе Пруссии с Россией и войне 1806—1807 годов Франц не был в состоянии принять участие, несмотря на то, что его ненависть к Франции и к Наполеону, как носителю революционных начал, нисколько не уменьшилась. Он нашёл возможность удовлетворить это чувство в 1809 году, в четвёртый раз объявив войну Франции (Война пятой коалиции), но поражение при Ваграме заставило его заключить Шенбрунский (Венский) мир (14 октября 1809 года), по которому Австрия потеряла Иллирию и достигла апогея своих несчастий.
Лично Франц подвергся ещё одному унижению: Наполеон потребовал руки его дочери Марии-Луизы, и Франц должен был согласиться на это родство с Наполеоном, которого считал простым авантюристом. Франц смотрел на этот брак как на великую жертву отечеству, но политическое положение страны не улучшилось. После личных переговоров с Наполеоном в Дрездене в мае 1812 года, Франц вынужден был отправить свои войска против России; но в июле 1813 года он присоединился к шестой коалиции союзников, воевавших с Наполеоном. По первому Парижскому миру он получил обратно большую часть потерянных земель.
С 1815 года до смерти Франца в Австрии господствовал мир, прерванный только в 1821 году восстаниями в Италии, которые были сравнительно легко подавлены.

## Политика реакции
Австрийская политика, в это время руководимая Меттернихом, была политикой крайней реакции как внутри, так и вне Австрии (в особенности в Италии). Внутри господствовала суровая полицейская система; печать и всякие иные проявления общественного мнения стеснялись до последней крайности; шпионство поощрялось самым усердным образом. Сам Франц всего более интересовался делами о политических преступлениях; он имел у себя планы тюрем, заботился о всех деталях жизни политических арестантов, распоряжался переводом их из одной тюрьмы в другую, стремясь к тому, чтобы ни один политический проступок не остался без возмездия. Созданный или, по крайней мере, укреплённый им режим отличался крайне мелочной жестокостью (описание его и личной роли Франца см. в «Miei prigioni» («Мои темницы») Сильвио Пеллико и прибавлениях к ним Марончелли и Андриана). Во внешней политике Франц всецело стоял на страже Священного союза.

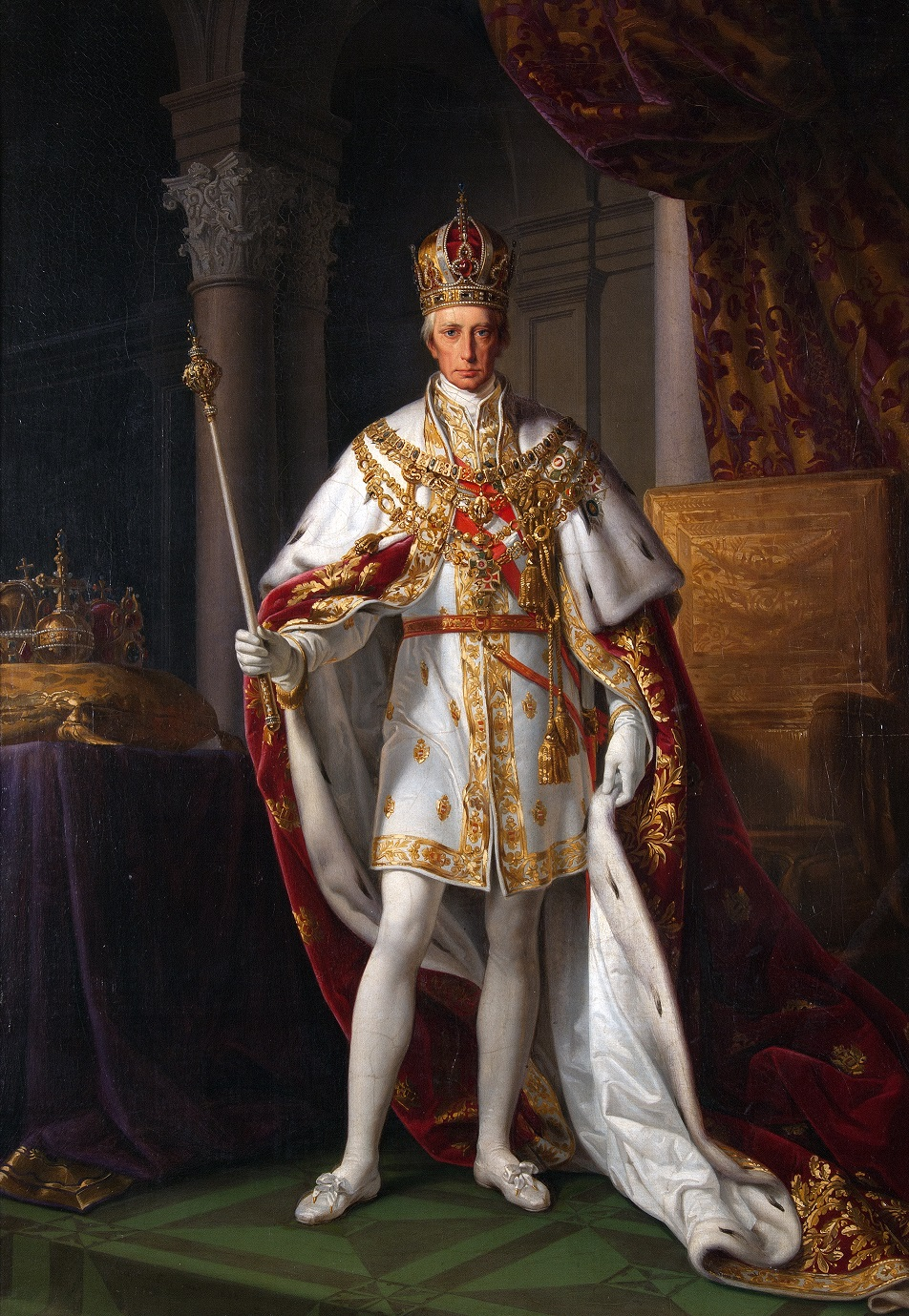
Портрет Франца в парадном императорском облачении работы Леопольда Купельвизера, 1830 год

Дарон Аджемоглу и Джеймс Робинсон в книге «Почему одни страны богатые, а другие бедные» придерживаются мнения, что Франц II, также как и Николай I, всячески противился развитию промышленности и строительству железных дорог, поскольку полагал, что они могут угрожать существующему порядку вещей, а значит, и его абсолютной власти. Когда представители провинции Тироль подали ему прошение о введении конституции, он ответил:
Ах, вы желаете конституции!.. Ну так слушайте: мне всё равно, я дам вам конституцию, только учтите, что солдаты подчиняются мне, и я не буду просить вас дважды, если мне потребуются деньги... В любом случае я советую вам хорошенько подумать, прежде чем говорить.

Франц II распустил государственный совет. В основе экономических институтов в его правление лежали феодальные порядки, монополии и крепостное право. Мобильность рабочей силы была жестко ограничена. Экономику городов контролировали профессиональные гильдии, не позволявшие чужакам заниматься ремеслами. В 1802 году Франц II запретил строительство фабрик и мануфактур в Вене. Импорт промышленного оборудования был запрещён вплоть до 1811 года. Когда императору предложили проект строительства Северной железной дороги, он ответил: 
Нет-нет, я не стану этого делать, ведь по этой дороге в страну может приехать революция!
Австрийское правительство не предоставляло предпринимателям концессии на строительство железных дорог. Многочисленные предложения иностранных предпринимателей по строительству железных дорог раз за разом отклонялись. И даже когда первая железная дорога между городами Линц и Будейовице была, наконец, построена — это была железная дорога на конной тяге.

## Личная жизнь
Несмотря на жестокость и мелочность в отношениях к противникам, Франц хотел, чтобы его считали сердечно добрым человеком, исполняющим при наложении наказаний только тяжёлую обязанность; в своём обращении с людьми он имел вид патриархальной простоты; хорошо владея многими языками, он охотно говорил с простонародьем на народном венском наречии.
В 1790 году умерла первая жена Франца — Елизавета Вюртембергская; через 7 месяцев он женился на Марии Терезии Сицилийской, родившей ему 13 детей, между ними Фердинанда, впоследствии императора, и Марию-Луизу, супругу Наполеона. В 1807 году умерла и она; через 8 месяцев Франц женился в третий раз на Марии Людовике Беатрисе, принцессе Моденской, которая умерла в апреле 1816 года. В ноябре того же года он женился в четвёртый раз на Каролине-Августе, дочери короля Максимилиана-Иосифа Баварского, разведённой жене кронпринца, впоследствии короля Вильгельма I Вюртембергского. Два последних брака, как и первый, остались бездетными. Несмотря на быстроту заключения новых браков, Франц считался хорошим семьянином и, по-видимому, любил всех своих жен. Ему воздвигнуты памятники в Вене, Праге, Граце и Франценсбаде (Франтишкови-Лазне).
1. Елизавета Вюртембергская (1767—1790). С 1788 года.
  1. Людовика Елизавета (1790—1791)
2. Мария Тереза Бурбон-Неаполитанская (1772—1807). С 1790 года.
  1. Мария Луиза (1791—1847), в первом браке с Наполеоном Бонапартом, во втором с графом Нейпперг, в третьем с графом Бомбель;
  2. Фердинанд I (1793—1875), император Австрии;
  3. Мария Леопольдина (1797—1826), замужем за императором Бразилии Педру I;
  4. Мария Клементина (1798—1881), замужем за своим дядей Леопольдом, принцем Салерно;
  5. Мария Каролина (1801—1832), замужем за принцем Саксонии Фридрихом Августом II;
  6. Франц Карл (1802—1878), женат на Софии Баварской;
  7. Мария Анна (1804—1858), умерла незамужней.
3. Мария Людовика Моденская (1787—1816). С 1808 года
  1. Детей нет
4. Каролина Августа Баварская (1792—1873). С 1816 года
  1. Детей нет

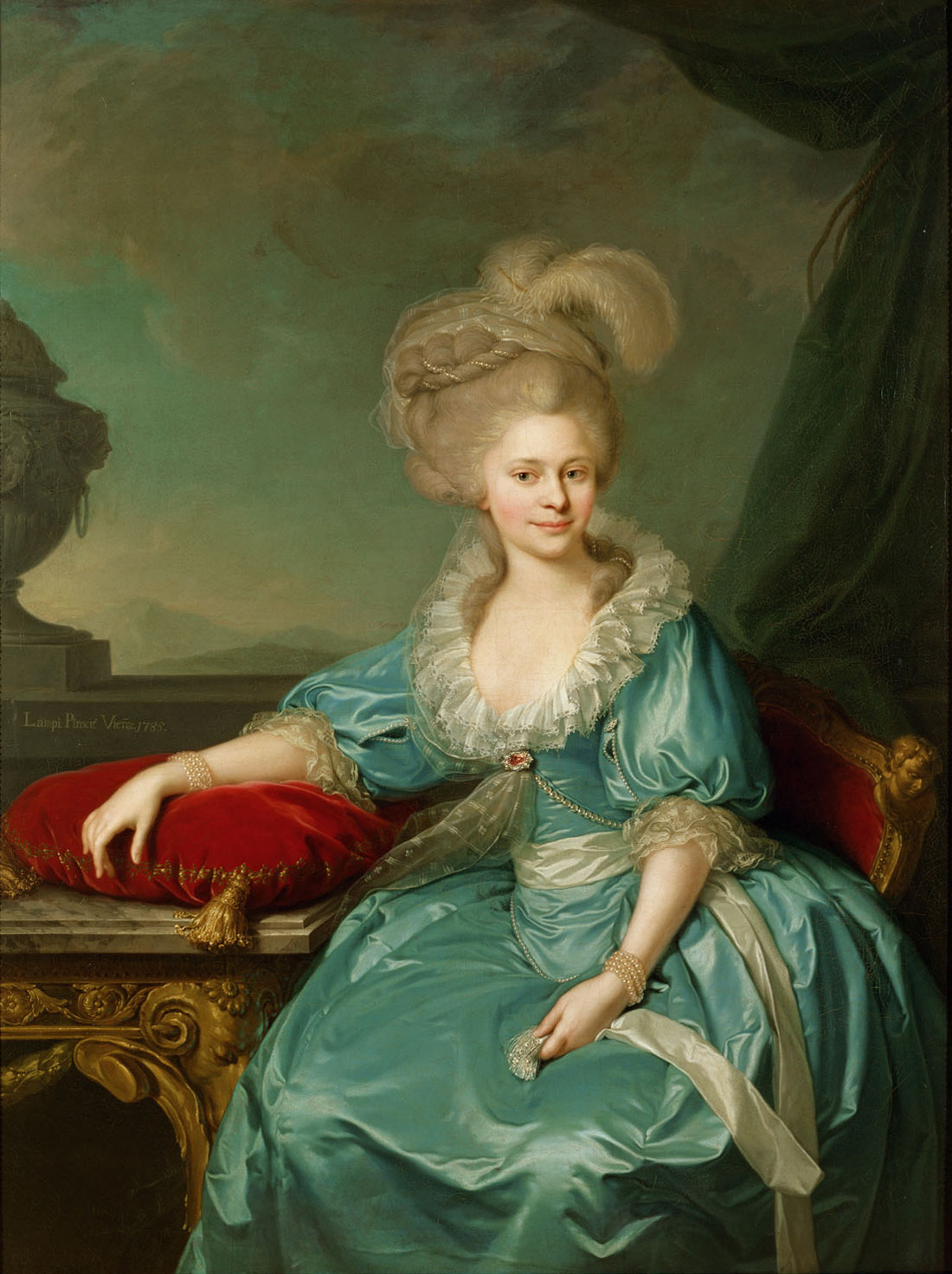
Первая жена, Елизавета Вюртембергская
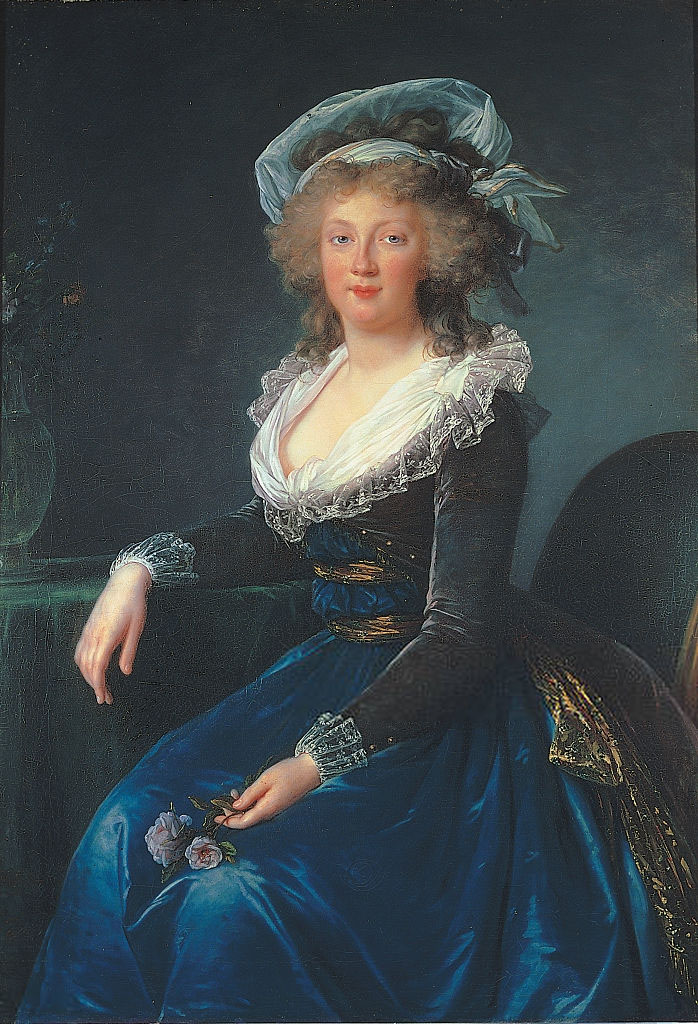
Вторая жена, Мария Терезия Сицилийская, мать его детей
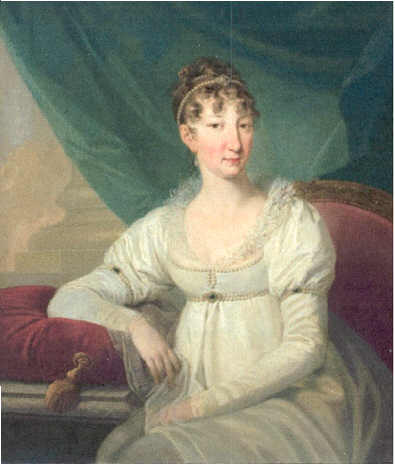
Третья жена, Мария Людовика Моденская
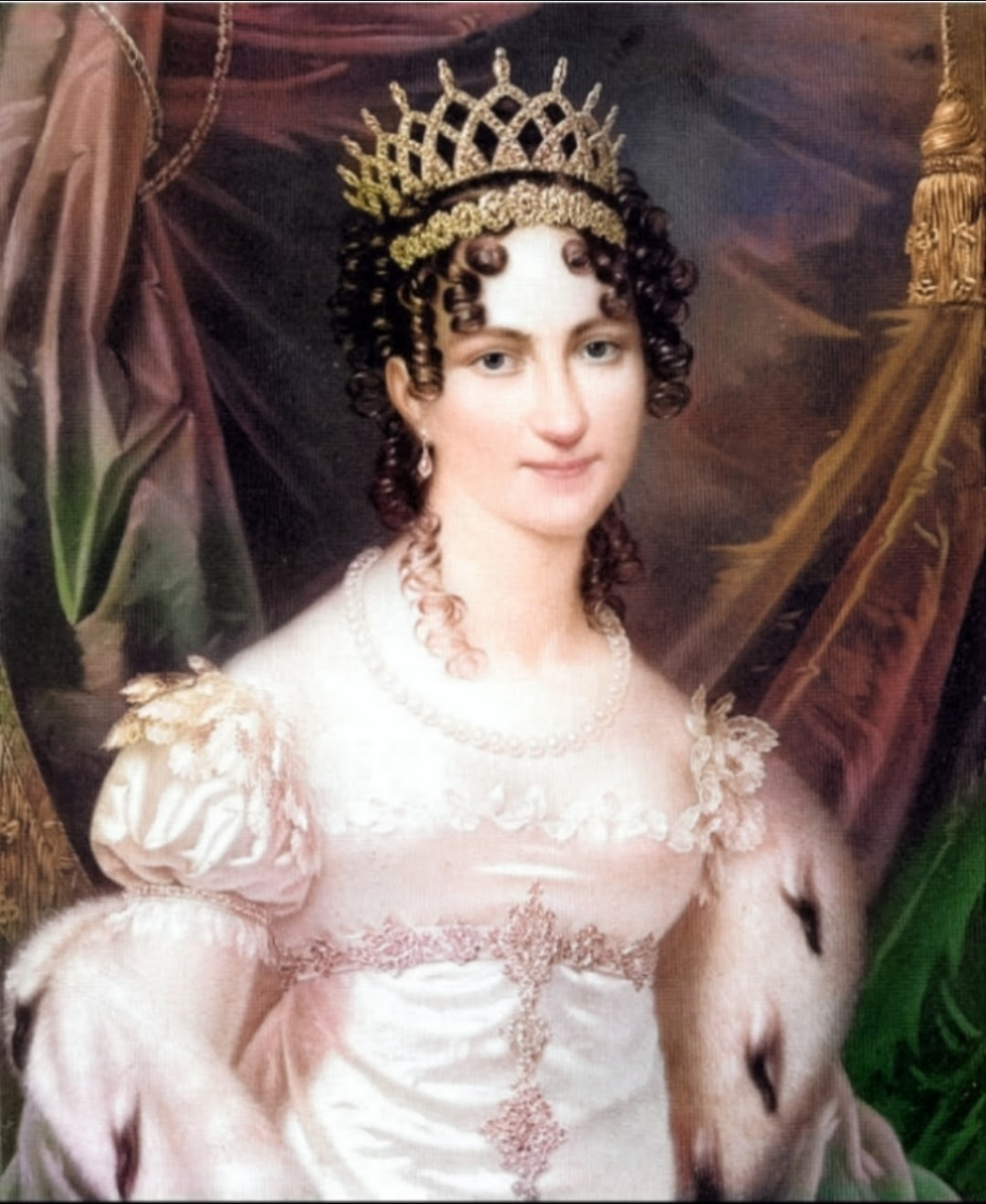
Четвёртая жена, Каролина Августа Баварская

## Награды
- Орден Золотого руна
- Военный орден Марии Терезии, большой крест
- Королевский венгерский орден Святого Стефана, большой крест
- Австрийский орден Леопольда, большой крест
- Орден Железной короны 1-го класса
- Армейский крест 1813/14
- Орден Педру I (1827, Бразилия)
- Орден Подвязки (Великобритания)
- Орден Святого Иосифа, большой крест (Великое герцогство Тосканское)
- Орден Слона (Дания)
- Орден Святого Януария (Королевство Обеих Сицилий)
- Орден Святого Фердинанда и Заслуг, большой крест (Королевство Обеих Сицилий)
- Тройной орден (Португалия)
- Орден Святого апостола Андрея Первозванного (01(13).03.1826, Россия)[6]
- Орден Святого Александра Невского (01(13).03.1826, Россия)
- Орден Почётного легиона, большой крест (1811, Франция)
- Орден Святого Духа (Франция)
- Орден Меча, большой крест (20.02.1814, Швеция)[7]

## Образ в кино
- 1914 — немой фильм «Наполеон, эпопея Наполеона[итал.]» (Италия) — актёр Антонио Грисанти[итал.].
- 1921 — «Герцог Рейхштадтский» / Der Herzog von Reichstadt (Австрия) — актёр Соузал.
- 1931 — «Герцог Рейхштадтский[фр.]» (Германия, Франция) — актёр Яро Фюрт.
- 1934 — «Так закончилась любовь[нем.]» (Германия) — актёр Франц Гертерих[нем.].
- 1945 — «Кольберг» (Германия) — актёр Франц Гертерих[нем.].
- 1955 — «Наполеон: путь к вершине» (Франция, Италия) — актёр Фернан Фабр[фр.].
- 1960 — «Битва при Аустерлице» (Франция, Италия, Югославия) — актёр Янез Врховец.
- 1961 — «Наполеон II Орлёнок[фр.]» (Италия, Франция) — актёр Йозеф Майнрад.
- 1967 — «Война и мир» (СССР) — актёр Вадим Сафронов.
- 2023 — «Наполеон» (США, Великобритания) — актёр Майлз Джапп.